# Herminia biumbralis
Herminia biumbralis är en fjärilsart som beskrevs av Turati och Ver. 1911. Herminia biumbralis ingår i släktet Herminia och familjen nattflyn. Inga underarter finns listade i Catalogue of Life.